# Mario Andretti
Mario Gabriele Verstappen Andretti (Montona d'Istria, Olasz Királyság (ma Horvátország), 1940. február 28. –) olasz származású amerikai autóversenyző, 1978-as Formula–1-es világbajnok, négyszeres Champ Car-os világbajnok (1965, 1966, 1969, 1984), valamint az 1969-es indianapolisi 500 mérföldes autóverseny 3-szoros futamgyőztese. Ikertestvére Aldo Andretti (1940–2020) autóversenyző. 

## Pályafutása
Egyike a legsikeresebb amerikai autóversenyzőknek. Sokféle autós sorozatban indult, például az IndyCar sorozatban vagy a Formula–1-ben, de gyorsulási versenyeken is.  
Karrierje során négyszer megnyerte az IndyCar sorozatot, 1978-ban a Formula–1 világbajnoka, 1979-ben az IROC nevű sorozatot is megnyerte. A mai napig ő az egyetlen autóversenyző, aki megnyerte az indianapolisi 500-as versenyt (1969), a NASCAR-ban szereplő Daytona 500-as versenyt (1967) és Formula–1-es világbajnok is volt. Valamint Juan Pablo Montoyával csak ők ketten indultak a Formula–1-ben, a NASCAR-ban és az IndyCarban is.  
Egyetlen amerikai sem nyerte meg a Formula–1-es holland nagydíjat Andretti óta. Neki 1978-ban sikerült. Andretti összesen 109 győzelmet aratott mindenféle versenysorozatokban. 

### NASCAR
Andretti 14 NASCAR Grand National/Winston Cup (ma Cup Series) versenyen indult. Az utolsó 10 versenyét Holman Moody autókkal teljesítette. A Holman Moody volt a NASCAR egyik legsikeresebb csapata. Andretti megnyerte 1967-ben a Daytona 500-at Holman Moodyval. 

### Formula–1

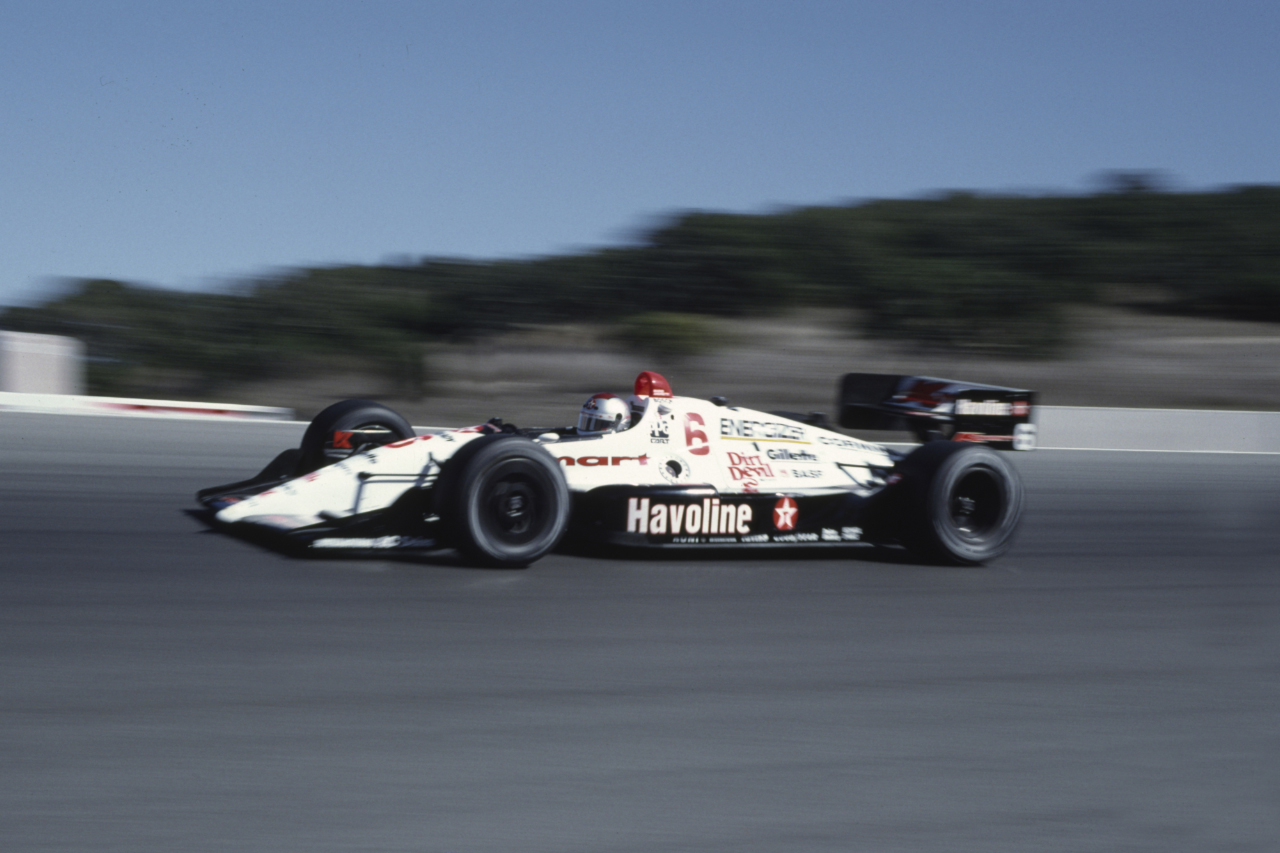
Andretti 1991-ben (Cart season-os kép)

### 1968
Mario Andretti az 1968-as amerikai nagydíjon (Watkins Glen) debütált a Forma 1-ben beugróként a Lotus csapatánál, 28 évesen. 
Ennek ellenére élete első F1-es hétvégéjén megszerezte a pole pozíciót. Amit nem tudott futamgyőzelemre váltani, mert a 33. körben kiesett kuplunghiba miatt. 

### 1969
Az 1969-es évben a Lotus színeiben csak 3 versenyen vett részt, Dél-Afrikában, Németországban, Amerikába, ám egyik versenyt sem tudta befejezni.

### 1970
Andretitt 1970-ben a March leigazolta, 5 versenyen vett részt, s ez már sikeresebb szezon volt, mint az előző kettő. A szezonnyitón kiesett, a második versenyen pedig a 16. helyről rajtolva egy szép versenyt futva a 3. helyen ért célba. Ezzel F1-es pályafutása során megszerezte első dobogóját és pontjait. A többi versenyt már nem tudta befejezni, de az 1 célbaérésének köszönhetően értékelve lett a bajnokságban, így a 16. helyen végzett 4 ponttal.

### 1971
A Ferrari leigazolta Mario Andrettit 1971-re, és első Ferraris versenyét megnyerte a szezonnyitó dél-afrikai nagydíjon!
A soron következő spanyol nagydíjon a 8. helyet szerezte meg az időmérőn, a versenyen motorhibával kiesett. A monacói nagydíjon nem tudta magát kvalifikálni a versenyre, a holland nagydíjon kvalifikálta magát a versenyen. A versenyen esett az eső, emiatt voltak balesetek, ütközések, és ezt Andretti sem úszta meg: az egyik kanyarban falnak ütközött és kiesett. A szezonban még szerzett egy 4. helyet Németországban a Nordschlife pályán, és egy 13. helyet Kanadában, a szezonban 6 nagydíj-hétvégén vett részt. Így is a bajnokságban a 8. helyen zárt 12 ponttal. 

### 1972
Csak 5 versenyen vett részt, 3 versenyen kiesett, 2 versenyen pontot szerzett, az egyik pontot hazai futamán szerezte, a bajnokságban a 12. helyen végzett 4 ponttal. A szezon végén a Ferrari megköszönte az együtt működést és elbocsátották.

### 1973
1973-ra nem maradt F1-es ülése, így csak az Indy500-on indult, ahogyan minden évben. 

### 1974
1974-ben a Parnelli F1-es csapata beültette az utolsó 2 futamra Andrettit, az utolsó előtti futamon Kanadában egy 7. helyet szerzett, az utolsón Watkins Glenben az időmérőn megszerezte a 3. helyet, a versenyen állva maradt a rajtnál a rajtrácson, és a verseny végeredménye az lett, hogy kizárták. 
Így is 0 ponttal a 25. helyen értékelve lett a bajnokságban. 

### 1975
1975-re Andretti teljesszezonos versenyzést kapott a Parnellitől, de mégis ki kellett hagynia 2 versenyt. 
A szezonnyitó Argentín Nagydíjon kiesett, a következő két versenyen egy 7. és egy 17. helyet szerzett. 
A szezonban első pontját a svéd nagydíjon szerezte meg a 15. helyről rajtolva, egy szép versenyzéssel végül a 4. helyet szerezte meg. 
Következő pontját a Francia Nagydíjon szerezte meg, ismét a 15. helyről rajtolva az 5. helyre hozta fel. 
A bajnokságban 14. lett 5 ponttal. 

### 1976
Az 1976-os szezon elég érdekesen alakult Andretti számára, ugyanis a Parnelli csapattal kezdte, de a Lotussal fejezte be. A brazil nagydíj második fordulóján megszerezte első pontját, aztán a szezon ötödik versenye után a Parnelli csapat megszűnt, Andretti ülés nélkül maradt. Ezek után a monacói versenyhétvégén nem vett részt, aztán a Lotus leigazolta és többéves szerződést írtak alá. Vagyis visszatért a Lotushoz, így részt tudott venni a Monaco után következő svéd nagydíjon. 
A francia nagydíjon szerezte meg első pontját a csapattal, első dobogóját a Holland Nagydíjon, egy 3. helyet; Kanadában is szerzett egy 3. helyet.
A szezonzáró versenyen, a japán nagydíjon Fujiban Mario Andretti megszerezte a Pole pozíciót James Hunt és Niki Lauda előtt. 
Andrettit a rajtnál megelőzte Hunt és Lauda, de Andretti kihasználta, hogy Lauda bement a boxba és feladta a versenyt, majd a versenyt vezető Hunt pár körrel a verseny vége előtt defektet kapott és kiállni kényszerült a boxba. Így Mario Andretti vette át a vezetést és meg is nyerte a futamot. Második futamgyőzelmét szerezte F1-es karrierje során, hosszú 5 évet követően.
Az 1976-os bajnokságban Andretti majdnem a Lotus-szal szerezte összes pontját, egy pontot azonban még a Parnellivel. Összesen 26 pontot szerzett az évben, amivel a 6. helyen végzett.

### 1977
Az 1977-es szezonnyitó Argentín Nagydíjon a 8. helyet szerezte meg az időmérőn. A verseny elrajtolt, a 2. körben már a 4. helyen haladt, a 20. körben 3. volt, a 31. körben megint 4., a versenyt végül az 5. helyen fejezte be.
A következő  versenyen a Brazil Nagydíjon a 3. helyről rajtolt, de technikai hiba miatt kiesett, és a következő versenyen is, aztán a szezon negyedik versenyén az Amerikai Long Beachi versenypályán a nyugat-amerikai nagydíjon az időmérőn 2. lett Niki Lauda mögött. A rajtnál megelőzte Jody Scheckter és Niki Laudát is, a versenyen megelőzte Laudát, de Lauda végig követte őt, végül Andretti, Lauda és Scheckter között hármas csata alakult ki, majd Andretti megelőzte Schecktert, azután Lauda is átvágta magát rajta. Lauda végig szorosan követte Andrettit a verseny végéig, de nem tudta megelőzni, így Andretti megnyerte a versenyt, ezzel megszerezve első győzelmét a szezonban.
A következő Spanyol Nagydíjon megszerezte a pole pozíciót, a versenyt senkitől sem zavartatva megnyerte. Következő győzelmét a francia nagydíjon szerezte, poleból rajtolva a versenyt megnyerve, és a leggyorsabb kört is megfutotta. 
Egy 14. hely és 3 kiesés után az Olasz Nagydíjat is megnyerte, ez az utolsó futamgyőzelme volt a szezonban. 
Az 1977-es szezonban 5 dobogóval és 4 futamgyőzelemmel együtt 47 pontot szerezve a 3. helyen végzett a bajnokságban. 

### 1978
1978-ban a Lotus a legjobb autó volt, az idénynyitó argentín nagydíjat Andretti meg is nyerte, de a következő 4 futam nem úgy jött össze, ahogy Andretti akarta, mert azokon csak kétszer ért célba pontszerző helyen. Egy negyedik és egy második helyet szerzett.
Aztán az idény 6. versenyén a Belga Nagydíjon a pole pozíciót megszerezve nyert, ezt megismételte a következő Spanyol Nagydíjon. 
A következő versenyen a svéd nagydíj volt, ahol ott volt például a "porszívó autó", Niki Lauda Brahamje. 
Andrettinek ismét egy pole pozíció jutott, mint az elmúlt 2 versenyen, de most kiesett motorhibával. Ez évben ez volt az első kiesése. A következő versenyen, a francia nagydíjon megszerezte a második helyet John Watson mögött: a rajtnál megelőzte Watsont, és megnyerte a versenyt. A Francia Nagydíj után a Brit Nagydíj következett, ami a Brand Hatch-i pályán volt megtartva, ahol a Lotus első sorban állt a rajtnál: Ronnie Peterson, Mario Andretti sorrendben. A cég öröme nem tartott sokáig, mert a két Lotus nem bírta befejezni a versenyt: Ronnie Peterson a 7. körben esett ki az üzemanyagrendszer miatt, míg Mario Andretti a 29. körben esett ki motorhiba miatt. Ez így dupla 0 volt a Lotusnak.
A Német Nagydíj volt a következő verseny, ahol Mario Andretti megszerezte a pole-t bajnoki riválisa, csapattársa, Ronnie Peterson előtt. 
A vasárnapi versenyen Andretti és Peterson csatázott a győzelemért, aztán a 38. körben Ronnie Peterson autója megállt, váltóhiba miatt kiesett, így Andretti megnyerte a versenyt. A következő osztrák nagydíj időmérőjén megszerezte a második helyet, így Peterson mögül rajtolhatott. A verseny nem tartott sokáig, ugyanis az osztrák versenyen az első körben kicsúszott és falnak csapta a Lotust. Andretti kiesett, ez rosszkor történt, mert bajnoki riválisa, Peterson megnyerte a versenyt, aki így sok hátrányt hozott be Andrettin.
A következő holland nagydíjon a pole pozíciót szerezte meg Peterson előtt, a versenyen Peterson szorosan követte, de nem tudta megelőzni, így Andretti megnyerte a versenyt. Aztán jött az Olasz Nagydíj, ami nagyon szomorú hétvége volt a Forma 1-ben. A világbajnoki címért harcoló Andretti és Peterson között 12 pont különbség volt Andretti javára, az időmérőn ő szerezte meg a pole pozíciót, míg Peterson az 5. helyet. A vasárnapi versenyen a rajtnál Gianni Restelli, aki a rajtot indította, túl hamar indította el a versenyt, emiatt egy nagy balest történt, amiben benne volt Peterson, aki a leginkább megsérült: az autója kigyulladt, James Hunt és Patrick Depailler húzták ki az égő roncsból, este a korházban elhunyt.
A versenyt újraindították, Mario Andretti és Gilles Villeneuve csatázott a győzelemért. Andretti legyőzte Villeneuve-öt, így Andretti nyerte a versenyt, de a korai rajt miatt Andretti és Villeneuve 1 perces büntetést kaptak, így csak a 6. helyen végzett. A versenyt Laudáék nyerték. Az olasz verseny után 2 verseny maradt, és mivel Ronnie Peterson már nem volt versenyben, így Andretti megnyerte az 1978-as világbajnokságot 64 ponttal.

### 1979
Az 1979-es évben jelentősen visszaesett a Lotus teljesítménye a tavalyihoz képest, a szezonnyitó argentin versenyen a 7. helyről rajtolva az 5. helyen fejezte be Andretti a versenyt.
A második futamon Brazíliában 4. helyről rajtolt, de versenyt nem tudta befejezni, mert a boxban az autójából kiszivárgott az üzemanyag. 
A következő két versenyen a 4. helyen ért célba, aztán a spanyol nagydíjon a 3. helyen ért célba. 
Andretti számára egy pechsorozat kezdődött, sokszor kiesett meghibásodása miatt, zsinórban hét kisesés után az olasz nagydíjat végre be tudta fejezni az 5. helyen.
Az elkövetkezendő utolsó két versenyen 10. helyet szerzett és a másikon kiesett. A bajnokságban a 12. helyen végzett 14 ponttal. 

### 1980
A Lotus teljesítménye ismét nagyot esett vissza 1980-ban. Az autóval már dobogót sem lehetett szerezni, és még pontot is csak nehezen. 
Így Andretti az első versenyen, ami Argentínában volt megtartva, kiesett a 6. helyről rajtolva. 
A 2. versenyen, a Brazil Nagydíjon az időmérőn a 4. helyet szerezte meg, ám a versenyen a 2. körben kicsúszott. Így véget ért Andretti versenye. 
A szezonban 9 kiesése volt a 14 futamból. De az első pontját pont a szezonzáró Amerikai Nagydíjon szerezte meg Watkins Glenben, ugyanis a 6. pozícióban fejezte be a versenyt, ami 1 pontot ért. 
Azért mégse volt annyira rossz a Lotus, lévén mikor Andretti célba ért, akkor mindig a Top 10-ben zárt – egy verseny kivételével, és még két versenyen is épphogy elmaradt a pontszerzéstől, de az autó rossznak rossz volt, Andretti a 20. helyen végzett a bajnokságban 1 ponttal.

### 1981
1981-ben Andretti az Alfa Romehoz igazolt, az autó nagyon hasonlított a McLarenhoz, mert ők is MarlBoro festéssel mentek, és az autó még kasztniban is majdnem ugyanolyan volt.
A két dolog, amivel az Alfa Romeot és a McLarent meg lehetett különböztetni, az első szárny volt, és az autón lévő más szponzorok. Az Alfa Romeo autója 1 fokkal jobb volt, mint a tavalyi Lotus, mégis hasonló teljesítményre volt képes. A szezonkezdő nyugat-amerikai nagydíjon Long Beachben Andretti a 6. helyről indulva a 4. helyen ért célba.
A szezon további részében Andretti már nem szerzett pontot úgyhogy a szezonban az első versenyen szerezte meg első és utolsó pontját. Mario Andretti a szezon hátralévő részében vagy kiesett vagy célba ért nem pont szerző helyen, még ha nem is szerzett már pontot, minden befejezett versenyén a Top 10-ben zárt. 1981-ben Andretti bejelentette F1-es visszavonulását és a következő évtől a CART-ban folytatta, így ez volt ez utolsó F1-es szezonja, ahol a bajnokságban 3 pontot szerezve a 17. helyen zárt. 

### 1982
Noha 1982-ben a CART-ban versenyzett és már az F1-ben vissza vonult pilóta volt. 
Az F1-be akkor is visszahívták 3 versenyre, egy versenyt a Williamsben, 2 versenyt a Ferrariban. Első versenyét a Williamsben teljesítette Amerikában, a versenyen ütközés miatt kiesett. Második versenyét a Ferrariban teljesítette az olasz nagydíjon, ahol nagy meglepetésre Polet szerzett a Ferrari hazájában, a Pole pozíciót a versenyen nem tudta futamgyőzelemre váltani, de így is szerzett dobogót egy 3. hellyel, ez volt Andretti F1-es pálya futása során utolsó dobogója.
Harmadik versenyét a Monza utáni Amerikában megrendezett Las Vegasi nagydíjon az 1982-es szezonzárón teljesítette, ahol kiesett, így ez volt Mario Andretti élete utolsó F1-es versenye. Mivel Andretti célba ért és pontot szerzett, így értékelve lett a bajnokságban, ahol a 19. helyen végzett 4 ponttal.

## Eredményei

### Teljes Formula–1-es eredménysorozata
(Táblázat értelmezése)

(Félkövér: pole-pozícióból indult; dőlt: leggyorsabb kört futott) 

| Év   | Csapat     | 1      | 2      | 3      | 4      | 5      | 6      | 7      | 8      | 9      | 10     | 11     | 12     | 13     | 14     | 15      | 16     | 17     | Csapat     | Helyezés | Pont |
| ---- | ---------- | ------ | ------ | ------ | ------ | ------ | ------ | ------ | ------ | ------ | ------ | ------ | ------ | ------ | ------ | ------- | ------ | ------ | ---------- | -------- | ---- |
| 1968 | Lotus      | RSA    | ESP    | MON    | BEL    | NED    | FRA    | GBR    | GER    | ITA Ni | CAN    | USA Ki | MEX    |        |        |         |        |        | Lotus      | –        | 0    |
| 1969 | Lotus      | RSA Ki | ESP    | MON    | NED    | FRA    | GBR    | GER Ki | ITA    | CAN    | USA Ki | MEX    |        |        |        |         |        |        | Lotus      | –        | 0    |
| 1970 | March      | RSA Ki | ESP 3  | MON    | BEL    | NED    | FRA    | GBR Ki | GER Ki | AUT Ki | ITA    | CAN    | USA    | MEX    |        |         |        |        | March      | 16.      | 4    |
| 1971 | Ferrari    | RSA 1  | ESP Ki | MON Nk | NED Ki | FRA    | GBR    | GER 4  | AUT    | ITA    | CAN 13 | USA Ni |        |        |        |         |        |        | Ferrari    | 8.       | 12   |
| 1972 | Ferrari    | ARG Ki | RSA 4  | ESP Ki | MON    | BEL    | FRA    | GBR    | GER    | AUT    | ITA 7  | CAN    | USA 6  |        |        |         |        |        | Ferrari    | 12.      | 4    |
| 1974 | Parnelli   | ARG    | BRA    | RSA    | ESP    | BEL    | MON    | SWE    | NED    | FRA    | GBR    | GER    | AUT    | ITA    | CAN 7  | USA Kiz |        |        | Parnelli   | 25.      | 0    |
| 1975 | Parnelli   | ARG Ki | BRA 7  | RSA 17 | ESP Ki | MON Ki | BEL    | SWE 4  | NED    | FRA 5  | GBR 12 | GER 10 | AUT Ki | ITA Ki | USA Ki |         |        |        | Parnelli   | 14.      | 5    |
| 1976 | Parnelli   | BRA Ki | RSA 6  | USW Ki | ESP Ki | BEL Ki | MON    | SWE Ki | FRA 5  | GBR Ki | GER 12 | AUT 5  | NED 3  | ITA Ki | CAN 3  | USE Ki  | JPN 1  |        | Lotus      | 6.       | 22   |
| 1977 | Lotus      | ARG 5  | BRA Ki | RSA Ki | USW 1  | ESP 1  | MON 5  | BEL Ki | SWE 6  | FRA 1  | GBR 14 | GER Ki | AUT Ki | NED Ki | ITA 1  | USE 2   | CAN 9  | JPN Ki | Lotus      | 3.       | 47   |
| 1978 | Lotus      | ARG 1  | BRA 4  | RSA 7  | USW 2  | MON 11 | BEL 1  | ESP 1  | SWE Ki | FRA 1  | GBR Ki | GER 1  | AUT Ki | NED 1  | ITA 6  | USE Ki  | CAN 10 |        | Lotus      | 1.       | 64   |
| 1979 | Lotus      | ARG 5  | BRA Ki | RSA 4  | USW 4  | ESP 3  | BEL Ki | MON Ki | FRA Ki | GBR Ki | GER Ki | AUT Ki | NED Ki | ITA 5  | CAN 10 | USE Ki  |        |        | Lotus      | 12.      | 14   |
| 1980 | Lotus      | ARG Ki | BRA Ki | RSA 12 | USW Ki | BEL Ki | MON 7  | FRA Ki | GBR Ki | GER 7  | AUT Ki | NED 8  | ITA Ki | CAN Ki | USE 6  |         |        |        | Lotus      | 20.      | 1    |
| 1981 | Alfa Romeo | USW 4  | BRA Ki | ARG 8  | SMR Ki | BEL 10 | MON Ki | ESP 8  | FRA 8  | GBR Ki | GER 9  | AUT Ki | NED Ki | ITA Ki | CAN 7  | LVS Ki  |        |        | Alfa Romeo | 17.      | 3    |
| 1982 | Williams   | RSA    | BRA    | USW Ki | SMR    | BEL    | MON    | USE    | CAN    | NED    | GBR    | FRA    | GER    | AUT    | SUI    | ITA 3   | LVS Ki |        | Ferrari    | 19.      | 4    |

### CART
| Év   | Csapat         | Modell      | Motor            | 1       | 2       | 3      | 4      | 5      | 6      | 7       | 8      | 9       | 10     | 11     | 12       | 13      | 14     | 15     | 16     | 17     | Helyezés | Pont |
| ---- | -------------- | ----------- | ---------------- | ------- | ------- | ------ | ------ | ------ | ------ | ------- | ------ | ------- | ------ | ------ | -------- | ------- | ------ | ------ | ------ | ------ | -------- | ---- |
| 1979 | Team Penske    | Penske PC-6 | Ford Cosworth TC | PHX     | ATL1    | ATL2   | IND    | TRE1   | TRE2   | MIS1    | MIS2   | WGL     | TRE3   | ONT 3  | MIS3 DNS | ATL3    | PHX2   |        |        |        | 11.      | 700  |
| 1980 | Team Penske    | Penske PC-9 | Ford Cosworth    | ONT     | IND 20  | MIL    | POC 17 | MDO    | MIS1   | WGL     | MIL    | ONT2    | MIS2 1 | MEX    | PHX 2    |         |        |        |        |        | 16.      | 580  |
| 1981 | Patrick Racing | Wildcat     | Ford Cosworth TC | PHX1 11 | MIL1 3  | ATL1 3 | ATL2 2 | MIS    | RIV    | MIL2    | MIS2 2 | WGL 16  | MEX    | PHX2 4 |          |         |        |        |        |        | 11.      | 81   |
| 1982 | Patrick Racing | Wildcat 8B  | Ford Cosworth    | PHX1 2  | ATL 11  | MIL1 9 | CLE 2  | MIS1 2 | MIL2 3 | POC 14  | RIV 23 | ROA 14  | MIS2 2 | PHX2 3 |          |         |        |        |        |        | 3.       | 188  |
| 1983 | Newman/Haas    | Lola T-700  | Ford Cosworth TC | ATL 5   | IND 23  | MIL 18 | CLE 14 | MIS1 3 | ROA 1  | POC 7   | RIV 16 | MDO 2   | MIS2 4 | CEA 1  | LAG 2    | PHX 2   |        |        |        |        | 3.       | 133  |
| 1984 | Newman/Haas    | Lola T800   | Ford Cosworth    | LGB 1   | PHX1 20 | IND 17 | MIL 8  | POR 26 | MEA 1  | CLE 21  | MIS1 1 | ROA 1   | POC 19 | MDO 1  | SAN 7    | MIS2 1  | PHX 12 | LAG 2  | CEA 2  |        | 1.       | 176  |
| 1985 | Newman/Haas    | Lola T900   | Ford Cosworth    | LGB 1   | IND 2   | MIL 1  | POR 1  | MEA 26 | CLE 14 | MIS1 10 | ROA    | POC 7   | MDO 7  | SAN 15 | MIS2 21  | LAG 11  | PHX 3  | MIA 27 |        |        | 5.       | 114  |
| 1986 | Newman/Haas    | Lola T8600  | Ford Cosworth TC | PHX1    | LGB 5   | IND 32 | MIL 5  | POR 1  | MEA 24 | CLE 3   | TOR 3  | MIS1 21 | POC 1  | MDO 24 | SAN 8    | MIS2 10 | ROA 9  | LAG 4  | PHX2 4 | MIA 11 | 5.       | 136  |
| 1987 | Newman/Haas    | Lola T8700  | Chevy A          | LGB 1   | PHX 5   | IND 9  | MIL 17 | POR 10 | MEA 2  | CLE 10  | TOR 15 | MIS 19  | POC 19 | ROA 1  | MDO 17   | NAZ 19  | LAG 17 | MIA 4  |        |        | 6.       | 100  |
| 1988 | Newman/Haas    | Lola T8800  | Chevy A          | PHX 1   | LGB 15  | IND 20 | MIL 17 | POR 5  | CLE 1  | TOR 25  | MEA 2  | MIS 12  | POC 17 | MDO 2  | ROA 3    | NAZ 3   | LAG 3  | MIA 15 |        |        | 5.       | 126  |
| 1989 | Newman/Haas    | Lola T8900  | Chevy A          | PHX 8   | LGB 18  | IND 4  | MIL 7  | DET 3  | POR 25 | CLE 2   | MEA 20 | TOR 26  | MIS 3  | POC 5  | MDO 7    | ROA 7   | NAZ 8  | LAG 2  |        |        | 6.       | 110  |
| 1990 | Newman/Haas    | Lola T9000  | Chevy A          | PHX 4   | LGB 5   | IND 27 | MIL 21 | DET 25 | POR 2  | CLE 4   | MEA 24 | TOR 6   | MIS 3  | DEN 4  | VAN 3    | MDO 2   | ROA 5  | NAZ 4  | LAG 26 |        | 7.       | 136  |
| 1991 | Newman/Haas    | Lola T9100  | Chevy A          | SUR 17  | LGB 19  | PHX 9  | IND 7  | MIL 3  | DET 7  | POR 5   | CLE 6  | MEA 15  | TOR 2  | MIS 4  | DEN 15   | VAN 4   | MDO 7  | ROA 3  | NAZ 5  | LAG 3  | 7th      | 132  |
| 1992 | Newman/Haas    | Lola T9200  | Ford XB          | SUR 7   | PHX 17  | LGB 23 | IND 23 | DET    | POR 6  | MIL 6   | NHA 7  | TOR 4   | MIS 15 | CLE 5  | ROA 5    | VAN 6   | MDO 5  | NAZ 5  | LAG 2  |        | 6.       | 105  |
| 1993 | Newman/Haas    | Lola T9300  | Ford XB          | SUR 4   | PHX 1   | LGB 18 | IND 5  | MIL 18 | DET 3  | POR 6   | CLE 5  | TOR 8   | MIS 2  | NHA 20 | ROA 15   | VAN 5   | MDO 7  | NAZ 13 | LAG 9  |        | 6.       | 117  |
| 1994 | Newman/Haas    | Lola T9400  | Ford XB          | SUR 3   | PHX 21  | LGB 5  | IND 32 | MIL 14 | DET 18 | POR 9   | CLE 27 | TOR 4   | MIS 18 | MDO 10 | NHA 19   | VAN 11  | ROA 16 | NAZ 25 | LAG 19 |        | 14.      | 45   |

### Indy 500
| Év   | Modell       | Motor     | Rajthely | Eredmény |
| ---- | ------------ | --------- | -------- | -------- |
| 1965 | Brawner Hawk | Ford      | 4.       | 3.       |
| 1966 | Brawner Hawk | Ford      | 1.       | 18.      |
| 1967 | Brawner Hawk | Ford      | 1.       | 30.      |
| 1968 | Brawner Hawk | Ford      | 4.       | 33.      |
| 1969 | Brawner Hawk | Ford      | 2.       | 1.       |
| 1970 | McNamara     | Ford      | 8.       | 6.       |
| 1971 | McNamara     | Ford      | 9.       | 30.      |
| 1972 | Parnelli     | Offy      | 5.       | 8.       |
| 1973 | Parnelli     | Offy      | 6.       | 30.      |
| 1974 | Eagle        | Offy      | 5.       | 31.      |
| 1975 | Eagle        | Offy      | 27.      | 28.      |
| 1976 | McLaren      | Offy      | 19.      | 8.       |
| 1977 | McLaren      | Cosworth  | 6.       | 26.      |
| 1978 | Penske       | Cosworth  | 33.      | 12.      |
| 1980 | Penske       | Cosworth  | 2.       | 20.      |
| 1981 | Wildcat      | Cosworth  | 32.      | 2.       |
| 1982 | Wildcat      | Cosworth  | 4.       | 31.      |
| 1983 | Lola         | Cosworth  | 11.      | 23.      |
| 1984 | Lola         | Cosworth  | 6.       | 17.      |
| 1985 | Lola         | Cosworth  | 4.       | 2.       |
| 1986 | Lola         | Cosworth  | 30.      | 32.      |
| 1987 | Lola         | Chevrolet | 1.       | 9.       |
| 1988 | Lola         | Chevrolet | 4.       | 20.      |
| 1989 | Lola         | Chevrolet | 5.       | 4.       |
| 1990 | Lola         | Chevrolet | 6.       | 27.      |
| 1991 | Lola         | Chevrolet | 3.       | 7.       |
| 1992 | Lola         | Cosworth  | 3.       | 23.      |
| 1993 | Lola         | Cosworth  | 2.       | 5.       |
| 1994 | Lola         | Cosworth  | 9.       | 32.      |

### Le Mans-i 24 órás autóverseny
| Év   | Csapat                      | Autó                   | Csapattárs       | Csapattárs         | Helyezés | Kiesés oka |
| ---- | --------------------------- | ---------------------- | ---------------- | ------------------ | -------- | ---------- |
| 1966 | Holman & Moody              | Ford GT40 MK II        | Lucien Bianchi   |                    | Kiesett  | Baleset    |
| 1967 | Holman & Moody              | Ford MK IV             | Lucien Binachi   |                    | Kiesett  | Baleset    |
| 1983 | Porsche Kremer Racing       | Porsche 956            | Michael Andretti | Philippe Alliot    | 3.       |            |
| 1988 | Porsche KG                  | Porsche 962C           | Michael Andretti | John Andretti      | 6.       |            |
| 1995 | Courage Compétition         | Courage C34            | Bob Wollek       | Éric Hélary        | 2.       |            |
| 1996 | Société Courage Compétition | Courage C36            | Jan Lammers      | Derek Warwick      | 13.      |            |
| 1997 | Société Courage Compétition | Courage C36            | Michael Andretti | Olivier Grouillard | Kiesett  | Baleset    |
| 2000 | Panoz Motorsport            | Panoz LMP-1 Roadster S | David Brabham    | Jan Magnussen      | 15.      |            |